# Le Phare (journal)
Le Phare est un journal d'expression associative et individuelle français
aux Ulis, dans l'Essonne.

## Historique
Le journal Le Phare est né dans l’hiver 1996-97, à la fois d’une réflexion menée par l’Union des Associations des Ulis et d’un projet municipal ulissien (élus et Service chargé de la démocratie locale).
Pour se charger de son édition, une association  APEX*Ulis (Association pour la réalisation d'une Publication d'EXpression citoyenne aux Ulis) fut créée le 26/06/1997 dont le but était de favoriser l’expression citoyenne et de la médiatiser, notamment par l’édition d’une publication diffusée à titre gratuit dans les foyers et les équipements des Ulis, par ses propres moyens (humains, matériels et financiers) et ceux dûment mis à sa disposition. (§Statuts : Art. 1er et 1.3)

## Ligne éditoriale
Le journal aborde la vie des quartiers, la vie des associations locales, publie des témoignages d'habitants, de la littérature et de la poésie, ainsi que des reportages sur le patrimoine et la vie locale[réf. nécessaire].

## Édition
Le journal Le Phare est édité par APEX*ULIS (Les Ulis)  (ISSN 1622-8804). Il est régulièrement déposé à la BNF et aux Archives municipales des Ulis (où il est consultable sur place).
En 2018, Le Phare a été imprimé en 11 500 exemplaires par ifdi imprimeurs, 2 bis avenue du Québec à 91140 Villebon-sur-Yvette.(Parc d'activités de Courtabœuf). Depuis septembre 2019, il est imprimé par ADUNAT à Piriac-sur-mer (44420).